# Beats Antique
Beats Antique - группа, основанная на экспериментальной world fusion и электронной музыке. Образованная в 2007 году в сотрудничестве с продюсером Майлзом Коуплендем, группа отметилась за счет смешения разных жанров, а также их концертов.

## Участники
- Зои ДжейксЗои Джейкс
- Девид Сетори
- Томми "Сайдкар" Кеппел

## Дискография
- 2007: Tribal Derivations (CIA–Copeland International Arts)
- 2008: Collide (CIA)
- 2009: Contraption Vol. 1 (Antique Records)
- 2010: The Trunk Archives EP (Antique)
- 2010: Blind Threshold (Antique)
- 2011: Elektrafone (Antique)
- 2012: Contraption Vol. 2 (Antique)
- 2013: A Thousand Faces: Act I (Antique)
- 2014: A Thousand Faces: Act II (Antique)
- 2015: Creature Carnival Live: Denver, CO and Asheville, NC (Antique)
- 2016: Shadowbox (Antique)